# エディオンピースウイング広島
エディオンピースウイング広島（エディオンピースウイングひろしま）は、広島県広島市中区基町の広島市中央公園内にある球技場。広島市が事業主体となって整備し、Jリーグ・サンフレッチェ広島の運営会社である株式会社サンフレッチェ広島が指定管理者として施設運営を行う。
条例上の名称は「広島サッカースタジアム」（ひろしまサッカースタジアム）だが、開場時から大阪府大阪市北区に本社を置き、広島市中区に本店を構える家電量販店のエディオンが命名権を取得し「エディオンピースウイング広島」（エディオンピースウイングひろしま、略称「Eピース」の名称を用いている（詳細は後述）。

## 建設の経緯
サンフレッチェ広島（以下「サンフレ」）は広島市安佐南区の広島広域公園陸上競技場（広島ビッグアーチ、2013年から2024年までの名称は命名権により「エディオンスタジアム広島」）を本拠地としていたが、陸上競技場兼球技場であることから臨場感に欠けるほか、広島市中心部からバスで都市高速経由で20〜25分かかる立地の不便さもあって、2000年代前半から広島市中心部におけるサッカースタジアム建設構想が持ち上がっていた。しかし建設予定地を巡って市・県・サンフレ、さらには広島の財界を巻き込んで紆余曲折を重ね、最終的に広島市中央公園に建設する方針が固まり、2019年に中央公園自由・芝生広場をサッカースタジアムの建設地とする「サッカースタジアム建設の基本方針」がとりまとめられた。
基本方針の策定を受け、広島市は市民アンケートや、学識経験者らで構成される「サッカースタジアムについて意見を聴く会」を開催し、2020年3月30日にサッカースタジアム建設推進会において基本計画を公表した。
基本計画では、以下の内容を想定した。
- スタジアムの配置についてスタジアム基準の「南北方向」を前提とし、中央公園の回遊性や地下埋設物の影響を考慮して当初想定していた場所よりも西寄りの旧太田川に近い側に配置する[注釈 2]。
- サッカーのみならずラグビーにも対応した施設とすることとし、芝は天然芝あるいはハイブリッド芝を採用する。
- メインスタンドを西側、ホームゴール裏席を南側に配置することを想定し、全面2層式とした上で、全観客席を屋根で覆い、騒音や照明の影響をできるだけ抑える。
- スタジアム全周を囲むコンコースやVIPラウンジを配置する。
- 駐車場は附置義務台数を確保し、試合非開催時には一般向けの有料駐車場として活用する。
- 災害時の防災機能を想定し、備蓄倉庫スペースを確保するとともに、耐震性貯水槽を活用する。
- 観客らの動線はスタジアム南側からのアクセスが主になることを想定し、広島県立総合体育館横から城南通りを跨いでスタジアム（コンコース）に直結するペデストリアンデッキを整備する。

建設及び管理運営の主体は広島市とした上で、スタジアムの設計・施工一体型発注（DB方式）により建設することを想定。管理運営に指定管理者制度を念頭に置いており、設計・施工・運営一括（DBOO方式）による発注も視野に入れるとしている。今後は2020年（令和2年）度に設計・施工の発注準備、事業者選定を行い、2020年（令和2年）度 - 2023年（令和5年）度に基本・実施設計、建設工事、開業準備を行うとのスケジュールとしている。概算事業費は当初の想定より膨らみ、約230億から270億円（ペデストリアンデッキの整備及び埋蔵文化財発掘調査費を含む）と想定されている。
2020年10月22日、広島市が「サッカースタジアム等整備事業」としてDB方式による公募型プロポーザル（WTO調達案件）を公示。事業期間を2024年（令和6年）7月末まで（ただしペデストリアンデッキについては同年3月末までに市に引き渡し）に設定し、参加者はスタジアム本体施工担当を代表企業とする2社以上の共同企業体を対象とする。
4グループから参加があり、2021年3月30日に最終プレゼンテーションが行われ、翌日に行われた選定審議会（古谷誠章会長）による技術提案書等の評価の結果、大成建設を代表企業とする共同企業体（構成員：大成建設、フジタ、広成建設、東畑建築事務所・環境デザイン研究所、復建調査設計、あい設計、シーケィ・テック）を優先交渉権者として選定した。
（次点：みんなの街なかスタジアム創造企業体＝竹中工務店・竹中土木・三和鉄構建設・大旗連合建築設計・MOUNT FUJI ARCHITECTS STUDIO・亀山ランドスケープデザイン事務所・オオバ・安井建築設計事務所）。
2021年6月29日に、広島市と大成JVとの間で、256億9600万円で設計施工（DB）の事業契約が締結された。
設計者は上羽一輝（東畑）＋伊藤真樹（大成建設）。
2022年1月26日に、白神社（広島市中区）において安全祈願祭を終え、同年2月1日から建設工事を開始した。
2022年4月7日に、スタジアムに隣接する「広場エリア」の整備・管理運営事業（Park-PFI事業）の事業予定者についても公募が行われ、NTT都市開発を代表企業とする共同企業体（構成員：NTT都市開発、RCC文化センター、エディオン、NTTアーバンバリューサポート、NTTファシリティーズ、大成建設、中国新聞社、日本工営、広島電鉄、UID）が選ばれた
（次点：大和リース・共立・第一ビルサービス共同企業体）。
2023年2月8日、広島市都市整備局指定管理者指定審議会・サッカースタジアム審査会において、当スタジアムの指定管理者候補として、公募期間内（2022年10月7日-12月15日）に唯一応募した株式会社サンフレッチェ広島が選定された。指定管理期間はスタジアム完成時の2023年12月28日から2033年3月末までの9年3か月で、通常利用収入は指定管理者に入るが、維持管理費が賄いきれないという理由で、広島市に対して指定管理期間中の管理費4億9900万円をサンフレ側に払い、逆にサンフレはサッカー以外の目的の収入12億5800万円を広島市に納付するとしている。
2023年11月14日より、3日間をかけて、ピッチに天然芝を設置する工事が行われた。芝は鳥取県北栄町の圃場で3年間育生され切り出されたおよそ800個のロールが敷き詰められた。品種選定に当たっては、広島市内の試験圃場にて3品種を栽培し、耐陰性やプレーへの影響などの試験が行われた。その結果、日陰に強く維持管理や調達もしやすいことから「ティフトン419」という品種が採用された。なお、この品種は旧エディオンスタジアムで使用されていたものと同種である。また芝の下に敷かれる土は、粒径が均一で排水性に優れた「島根4.5号」が採用された。
2024年1月31日のオープン前日には完成式が開かれた。2024年2月10日に行われたガンバ大阪とのプレシーズンマッチが杮落としとなり26,418人の入場者を集めた。ファーストゴールはピエロス・ソティリウ。試合は2-1でG大阪が勝利した。2月23日に初の公式戦（浦和レッズ戦）が開催され、27,545人の入場者を集めた。試合は2-0でサンフレが勝利。公式戦ファーストゴールは大橋祐紀。

## 施設概要
敷地面積は約49,900㎡、建築面積は約26,700㎡で、スタジアムの建物は高さ約42メートルの地上7階（鉄筋コンクリート造、鉄骨鉄筋コンクリート造、一部鉄骨造）。
「大きくまちに開かれたスタジアム」のコンセプトに合わせ、南東側と南西側に大きく開口しているのがデザイン上の特徴となっている。この開口部は内部の賑わいを伝え、ピッチの天然芝育成にも寄与する。スタンドを覆う大屋根は国際平和都市広島を象徴する「希望の翼」をイメージしたもの。東西方向から見た屋根のラインが航空機や鳥の前縁（リーディングエッジ）から後縁（トレーリングエッジ）に至る翼形の断面にように見える。
南北に配置されたフィールド（121m×84m、うち天然芝エリア110m×71m、ピッチサイズは105m×68m）を囲むように、西側にメインスタンド、東側にバックスタンド、南側にホーム側サイドスタンド、北側にアウェイ側サイドスタンドが配置され、その四隅にコーナースタンドが設置される。メインスタンド・バックスタンドは2層構造となっており、両サイドスタンドは1層構造。コンコースは2階・3階・4階の3層に分かれ、スタジアム2階の「パークコンコース」は中央公園広場等とつながっており、スタジアム3階の「メインコンコース」は試合時に各スタンドをつなぐ機能をもつ。スタジアム4階はテラス席のみでコンコースは南側が無く、南側サイドスタンドは4階付近まで上に伸ばして広さを確保している。スタンド最前列とピッチとスタンドの距離は8m。
観客席の座席はアイリスオーヤマが納入したもので、席種がJリーグで最多クラスの42種類用意されているのも特色。このうち13種類は「バラエティシート」と称して下記のような特別な構造となっている（いずれもアウェーチームの応援並びにグッズ着用・使用不可）。
- バルコニー6 - 6人がけテーブル付きシート。バックスタンド1層目の一角に設定。
- ペアシート / ノーステラスペアシート - 2人がけのテーブル付きシート。南側コーナースタンド（ペアシート）と北側スタンド4階テラス（ノーステラスペアシート）に設定。
- カウンターシート - コンセント付きのロングカウンター越しに試合を眺められるシート。メインスタンド・バックスタンド・北コーナースタンドの3階コンコース前に設定。牛乳・乳製品製造販売のチチヤスが命名権を取得し「チチヤスカウンターシート」と称する。
- テーブルテラス4 - 4人がけ丸テーブル付きシート。南側コーナースタンド4階テラスに設定。
- テーブルテラス6 - 6人がけテーブル付きシート。北側コーナースタンド4階テラスに設定。
- リビングテラス5 - 5人がけローテーブル付きソファーシート。北側コーナースタンドに設定。
- ロングテラス5 - 5人がけロングソファーシート。北側サイドスタンド4階テラスに設定。
- パーティーテラス - バックスタンド4階テラスに設けられる、最大30人収容のソファー付きパーティースペース。麒麟麦酒が命名権を取得し、「キリン一番搾りパーティーテラス」と称する。
- ノーステラスシート - 通常座席より前後間隔を広げたシート。北側スタンド4階テラスに設定。
- ハイカウンターテラスシート - バーカウンターのような座面の高い4人がけカウンターテーブル付きシート。北側スタンド4階テラスに設定。
- カウンターテラスシート - カウンター越しに試合を眺められるシート。メインスタンド・バックスタンド・南コーナースタンドのそれぞれ4階テラスに設定。
- テラスシート - メインスタンド・バックスタンドのコーナー付近に設定されたテラス席。

なお、42種のシートのうち6種（プレミアムVIPシートなど）はスポンサー企業向けの座席で一般販売されない。アウェイサポーターが入場可能な観客席は北サイドスタンド1層目の西側とメインスタンド1層目の北側、北西側のサイドスタンドに設定される。また、2・3階の吹き抜けにネット遊具などを備えた「キッズスペース」（30分入れ替え制、試合日以外も開放）、音に敏感な子供向けの「センサリールーム」も用意されている。
大型映像装置は南北のサイドスタンド上に設けられており、北側は国立競技場と同じサイズの9m×32mの大型ビジョン、南側は9m×16mで時計と計時装置が設けられている。また、4階テラス席前方には長さ約380mのリボンビジョンが設置されている。
東側バックスタンド下には広島のサッカー史を見学できる「広島サッカーミュージアム」（有料施設）、ファナティクスの日本法人であるファナティクス・ジャパンと共同運営するスタジアムショップが設けられ、試合日以外も開放されるほか、『キャプテン翼』原作者の高橋陽一描き下ろしによる横8.62m×高さ2mの壁画「Peace Wall」が設置されている。試合の行われない日の日中はバックスタンドの一部とテラス席（フィールドビューテラス）を無料開放している。
浸水対策のためにスタジアム自体を地盤から1mほど嵩上げしており、災害時には被災者や帰宅困難者を受け入れる緊急避難場所として活用するために1階に備蓄倉庫を備えており、広場内にかまどベンチ5基とマンホールトイレ20基が整備される。
サッカーの試合のほか、ラグビーやスポーツ教室、ヨガ教室などのスポーツイベントも開催できる設計となっている。

## 命名権
施設名称については、広島市が2023年3月24日から5月8日までの間に「広島県内に本社若しくは支店又はこれに準ずる事業所を有すること」「5年以上、年1億円以上」の条件で命名権者の募集を行い、唯一応募した家電量販店のエディオンが取得したことが2023年6月6日に明らかにされた。2023年6月12日に命名権締結式が実施され、命名権による名称が「EDION PEACE WING HIROSHIMA」（エディオンピースウイング広島、略称「Eピース」）となったことが公表された。契約期間は2024年2月1日から10年間で、契約額は年額1億円（消費税及び地方消費税を含む）。
なお、AFCチャンピオンズリーグ2など、クリーンスタジアム規定により命名権の使用が認められない大会を行う場合は、条例上の名称である「広島サッカースタジアム」（英: Hiroshima Soccer Stadium）を使用することになっている。

## アクセス
特記なきものは公式サイトの記述に基づく。

### 電車
- JR西日本 山陽本線 新白島駅から徒歩約15分、横川駅から徒歩約20分、広島駅から徒歩約30分
  - JR山陽本線：岩国・宮島口方面 - 横川駅（可部線） - 新白島駅 - 広島駅（山陽新幹線・呉線・芸備線） - 西条・三原方面
- 広島高速交通アストラムライン 県庁前駅から徒歩約10分、新白島駅から徒歩約15分
  - アストラムライン：県庁前駅方面 - 新白島駅 - 広域公園前方面
- 広島電鉄市内線 原爆ドーム前電停から徒歩10分、紙屋町西電停から徒歩10分
  - 2号線（広電宮島口 - 広島駅）、6号線（江波 - 広島駅）、7号線（横川駅 - 広島港）などの運行系統が経由

### バス
- 広島バスセンターから徒歩約10分
  - 高速バス、広島空港リムジンバス、一般路線バスが発着

なお、スタジアム開場に併せて、広島バスが21号線（宇品線）（洋光台団地 - マツダスタジアム前 - 広島駅 - 紙屋町）を紙屋町（県庁前）から延伸し、新設の「エディオンピースウイング広島」バス停発着としている（通常はスタジアム南側に発着、試合日は北側の基町小学校側から発着）

### 車
- 山陽自動車道広島インターチェンジから約20分
  - Jリーグ開催時は場内駐車場が関係者専用になるため、近隣の駐車場（シャレオ駐車場など）を利用することになる。

## 挿話
- 建築家の丹下健三が1950年に広島平和記念公園の設計を手がけた際、丹下は原爆ドーム - 原爆慰霊碑 - 平和記念資料館（原爆資料館）を（平和大通りに垂直に）一直線に配置する『平和の軸線』を描いたが、その際に「広島平和公園計画」として、原爆ドームの延長線上・広島城の西、すなわち現在のエディオンピースウイング広島とほぼ同じ場所に「アスレチックスタジアム」を配置する構想を持っていた[30]。
- スタジアム建設工事期間中の2023年5月19日から同月21日まで、広島市内で開催された第49回先進国首脳会議（G7広島サミット）に協力するため、開催期間中はスタジアムの建設工事を中断すると共に近隣の広島平和記念公園で各国首脳の集合写真を撮影することに配慮し、建設に使用している大型クレーンを折り畳む措置が取られた[31][32]。
- オープニングマッチ（プレシーズンマッチ）の試合終了後、スタジアムの清掃時に、2階ビジター専用エリア内のトイレにある4つの個室で油性ペンでの落書きがあることが発覚し、ガンバ大阪側が声明を発表した[33]。
- 2024年5月10日に開催されたWEリーグ第20節サンフレッチェ広島レジーナ対大宮アルディージャVENTUSの試合中にバックスタンド上部にあるフラッグを掲出するバトン（長さ約15m、重さ約70kg）が落下する事故が発生。幸い、WEリーグの試合開催時はバックスタンドを開放しておらず、怪我人はいなかった[34]。
  - その後の調査で、バトンの巻き上げ中に突風が吹いたことに伴って複数の要因が重なった結果、ワイヤーが正しく巻かれていないドラムと過負荷状態となったモーターの接続箇所が破断したことが原因と結論づけられ、フラッグ掲出場所をバックスタンド上空から通常は観客のいない南東側コーナーに移動することが公表された[35][36]。
- 2024年5月28日、この日行われたBリーグチャンピオンシップ ファイナル・琉球ゴールデンキングス対広島ドラゴンフライズ第3戦の無料パブリックビューイングが実施され（指定管理者であるサンフレッチェ広島の主催[37]）、7,700人の観衆を集めた[38]。

## ギャラリー

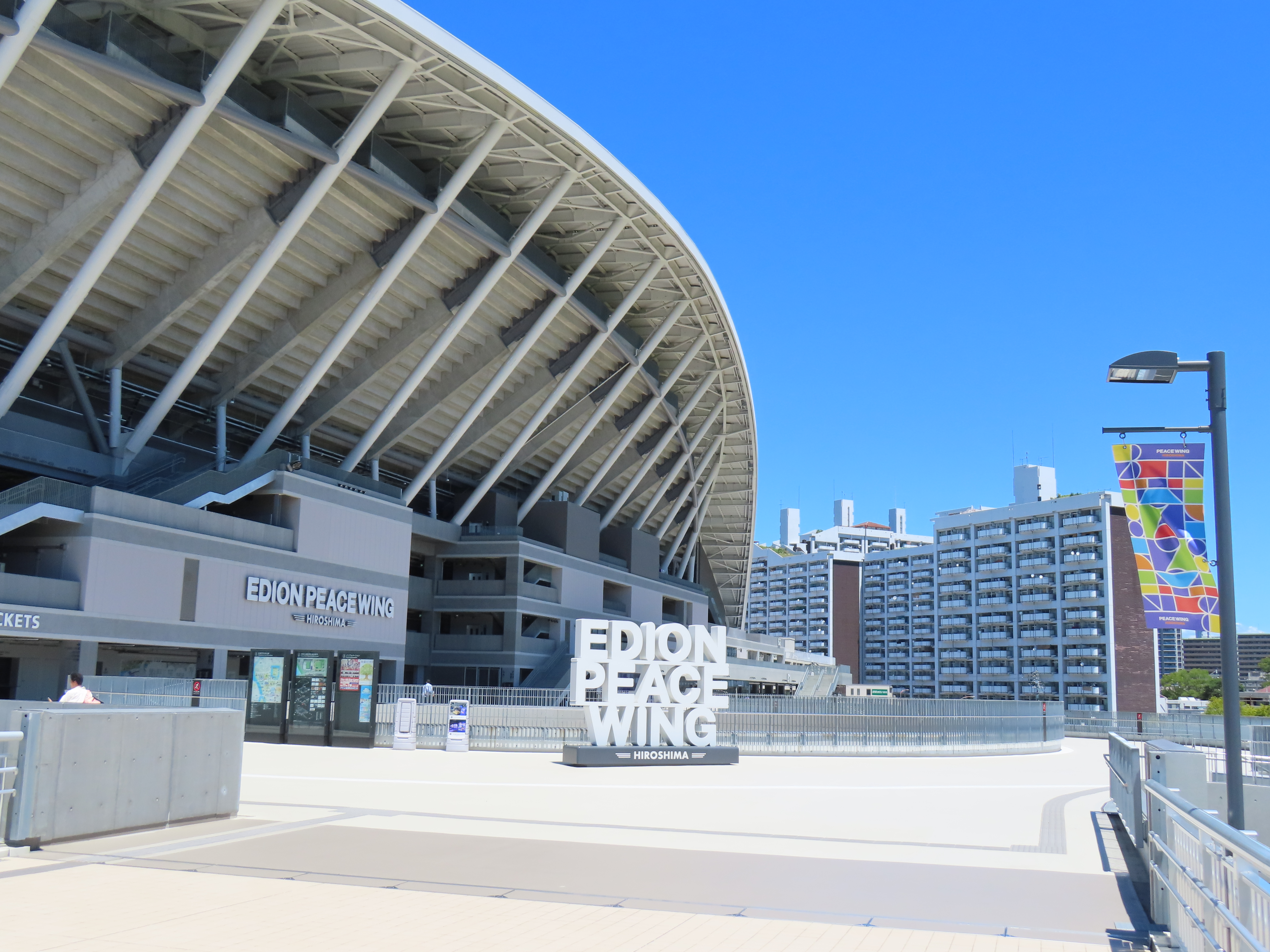
バックスタンド。右後方は市営基町中層アパート。
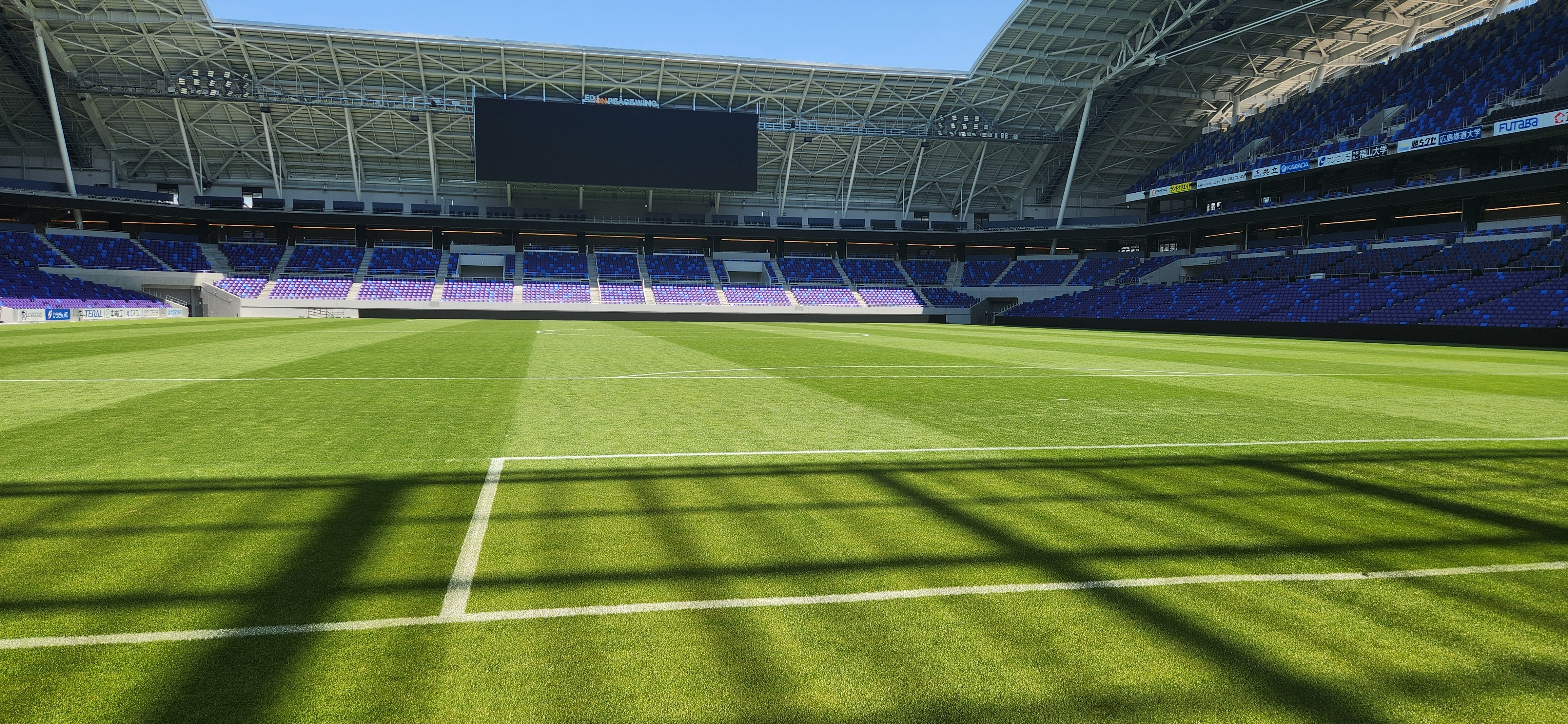
南側サイドスタンドからピッチを臨む
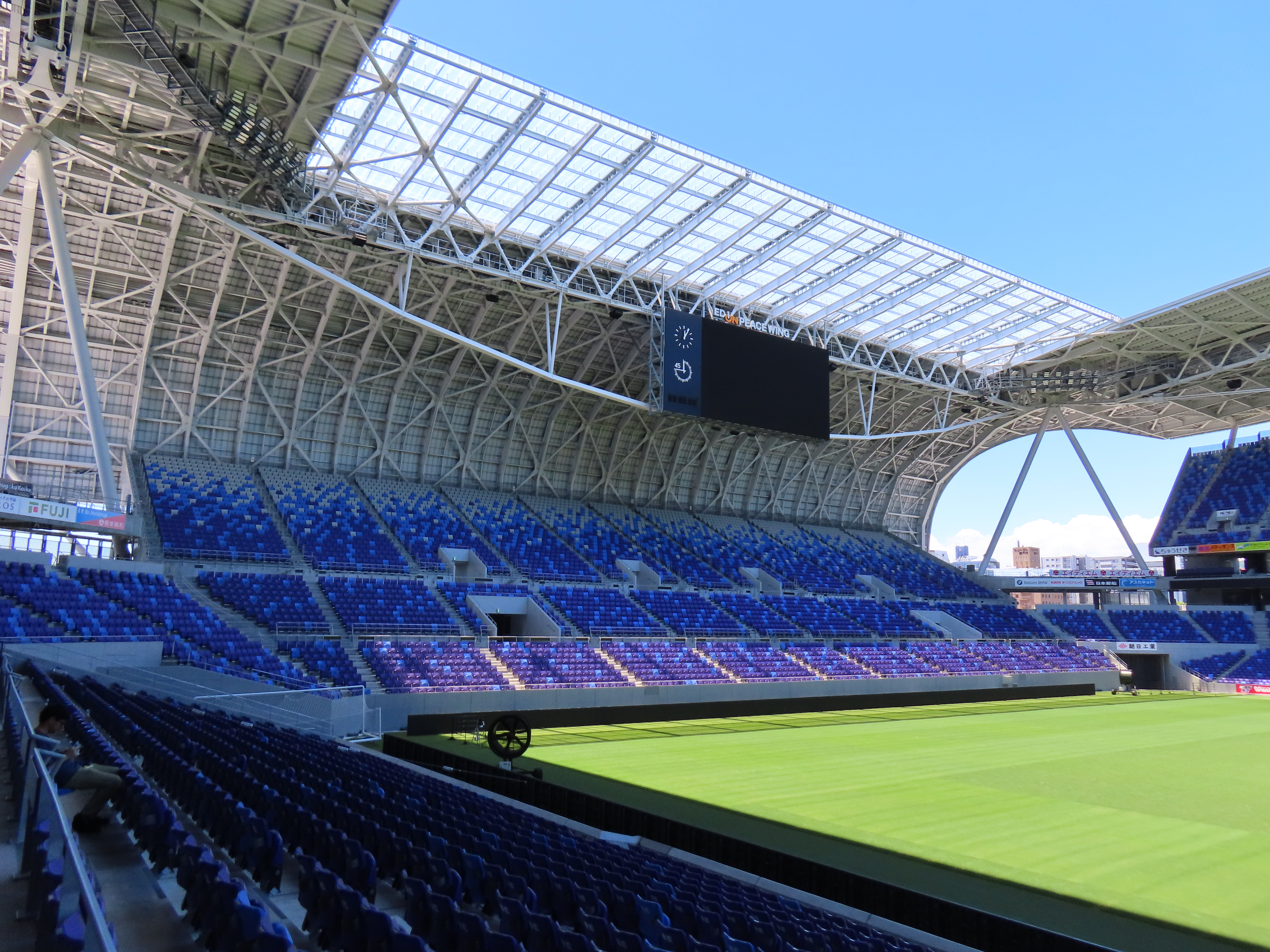
南側サイドスタンド（ホームゴール裏）
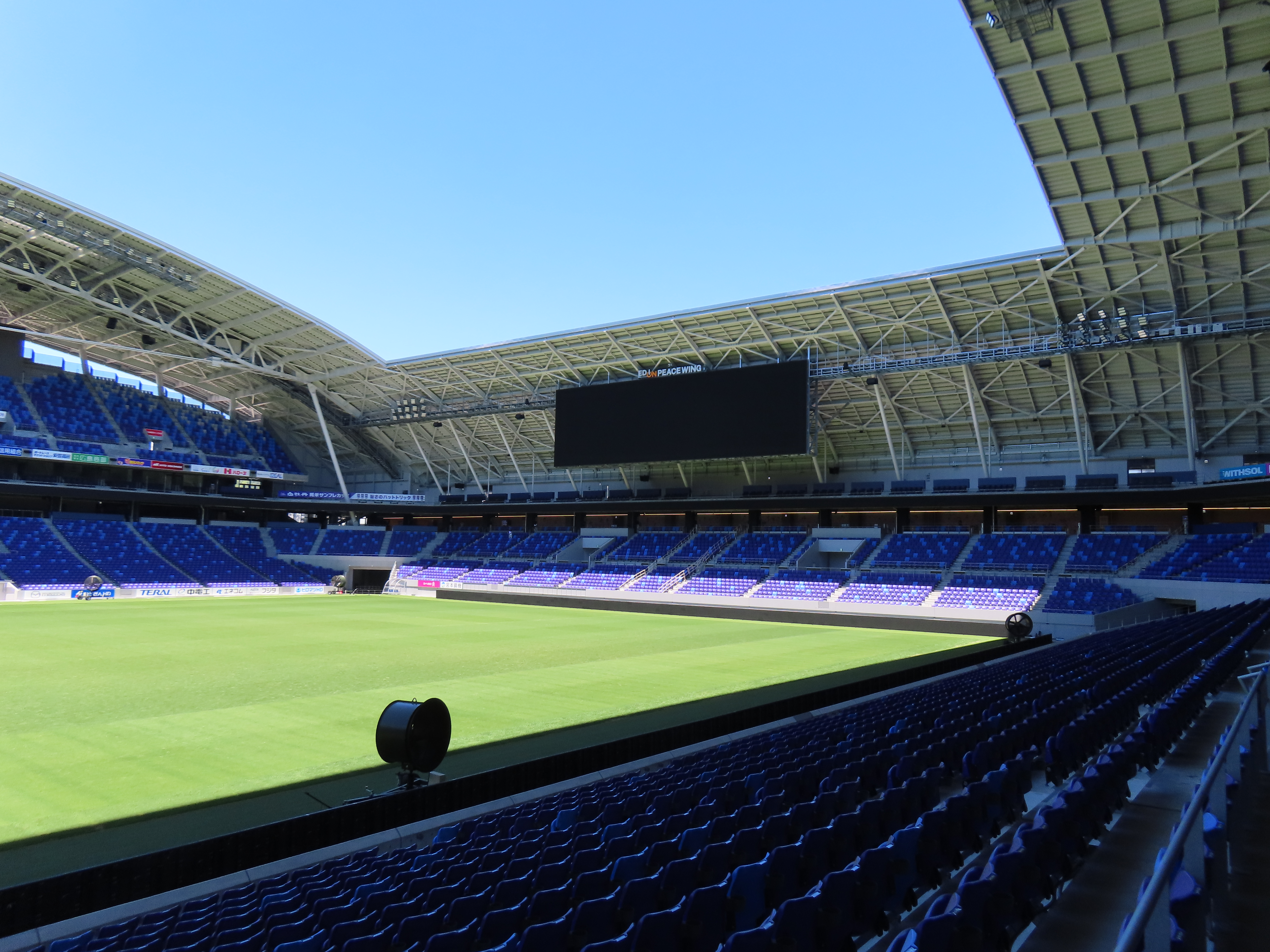
北側サイドスタンド（アウェイゴール裏）
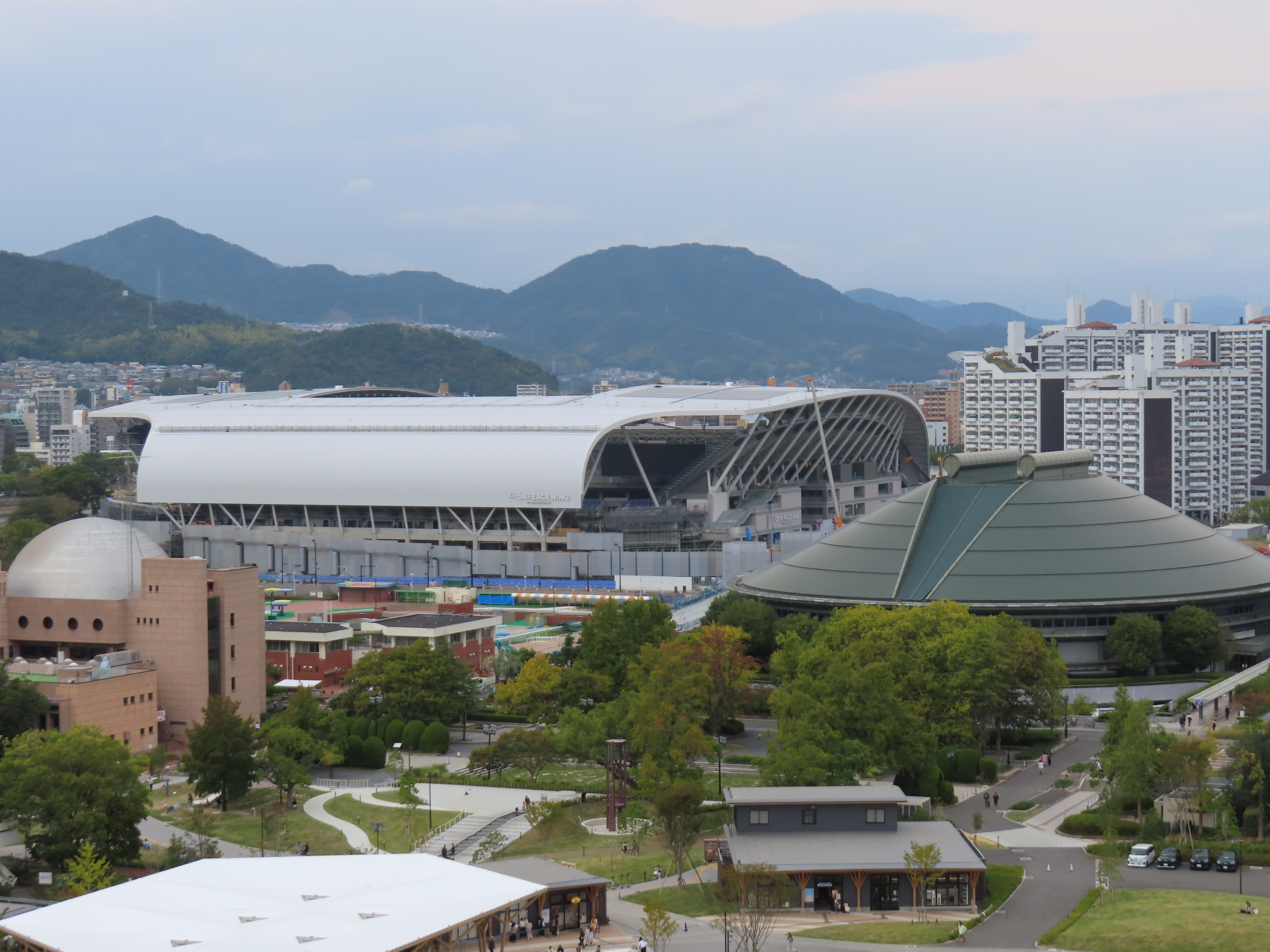
おりづるタワーから（2023年10月）

### 注記
1. ↑  学識経験者委員に桂田隆行（日本政策投資銀行）、原田宗彦（早稲田大学教授）、藤口光紀（広島経済大学教授、元サッカー選手）。他にサンフレ元選手の森﨑和幸・森﨑浩司など。
2. ↑  広場東側は広島城に近接しており、近世武家屋敷跡などの埋蔵文化財が発見される可能性があるとしている。